# 下呂町立門和佐小学校
下呂町立門和佐小学校 （げろちょうりつ かどわさしょうがっこう）は、かつて岐阜県益田郡下呂町（現・下呂市）に存在した公立小学校。

## 概要
- 校区は門和佐であり、旧・益田郡上原村の小学校であった。1967年、和川小学校と統合し、上原小学校の新設により廃校。
- 跡地は2018年現在、かみはら子育て・保育ステーションになっている。

## 沿革
- 1873年（明治6年）
  - 8月 - 門和佐村に門和佐学校が開校。
  - 11月 - 蛇之尾村に和川支校を設置。
  - 12月 - 久野川村に久野川支校を設置。
- 1874年（明治7年） - 和川支校が和川学校として独立。
- 1875年（明治8年） - 久野川村、夏焼村、蛇之尾村、田口村、門和佐村、門原村、保井戸村、火打村、和佐村、瀬戸村、三ツ渕村、福来村、中津原村、大船渡村、中切村、下原町村、渡村が合併し、下原村となる。
- 1876年（明治9年） - 久野川支校が久野川小学校として独立。
- 1879年（明治12年） - 新築移転。
- 1883年（明治16年） - 下原村が分割され、久野川・夏焼・蛇之尾・田口・門和佐で上原村が発足。
- 1886年（明治19年） - 門和佐簡易科小学校に改称する。
- 1906年（明治39年） - 門和佐尋常高等小学校に改称する。
- 1912年（大正元年） - 新築移転。
- 1941年（昭和16年）4月1日 - 門和佐国民学校に改称する。
- 1947年（昭和22年）4月1日 - 上原村立門和佐小学校に改称する。上原村立上原中学校門和佐分校を併設する。
- 1949年（昭和24年）4月1日 - 上原中学校の校舎が完成し、上原中学校門和佐分校は廃止[注釈 2]。
- 1955年（昭和30年）4月1日 - 下呂町、竹原村、上原村、中原村が合併し、下呂町が発足。同時に下呂町立門和佐小学校に改称する。
- 1967年（昭和42年）3月 - 統合により廃校。